# Kubistická lampa
Kubistická lampa v Praze je umělecké dílo českého architekta Emila Králíčka z roku 1913, jde o jednu z ikon architektonického kubismu v České republice.

## Popis

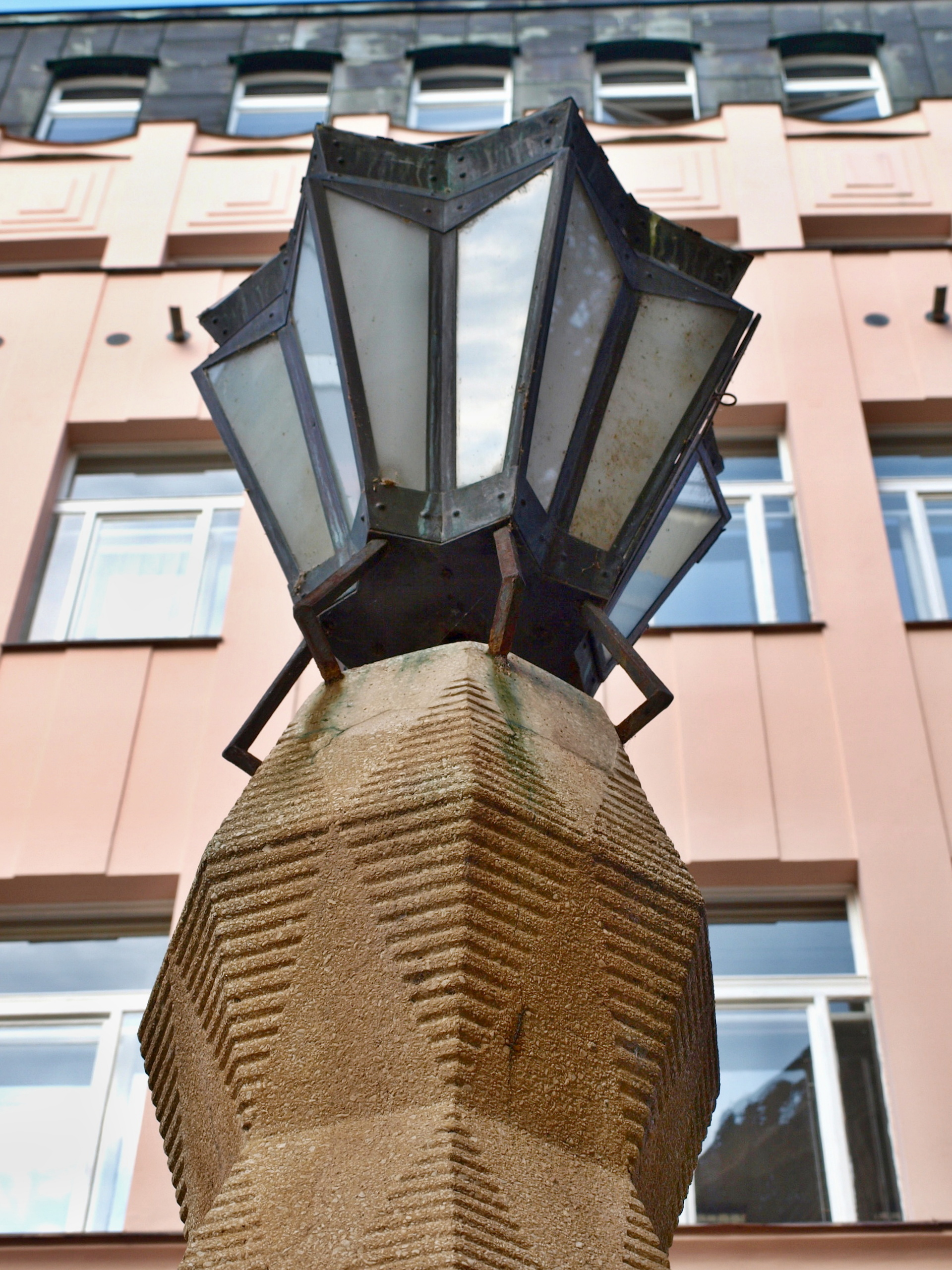
Detail vrcholku lampy s lucernou

Lampa se nachází na Novém Městě v městské části Praze 1 na Jungmannově náměstí u brány hřbitova za kostelem Panny Marie Sněžné. Dle Králíčkova celkového projektu je lampa součástí Adamovy lékárny z let 1911–1913, jejíž hlavní průčelí je ovšem orientováno do Václavského náměstí, nikoliv do Jungmannova náměstí, kde se nachází průčelí zadní.
Dřík lampy je z umělého kamene a tvoří ho série na sebe postavených komolých jehlanů, které pokrývá jednoduchý plastický dekor ze střídajících se žlábkovaných a hladkých trojúhelníků. Také vlastní lucerna z kovu a skla má kubistický tvar.